# 阿納克利亞

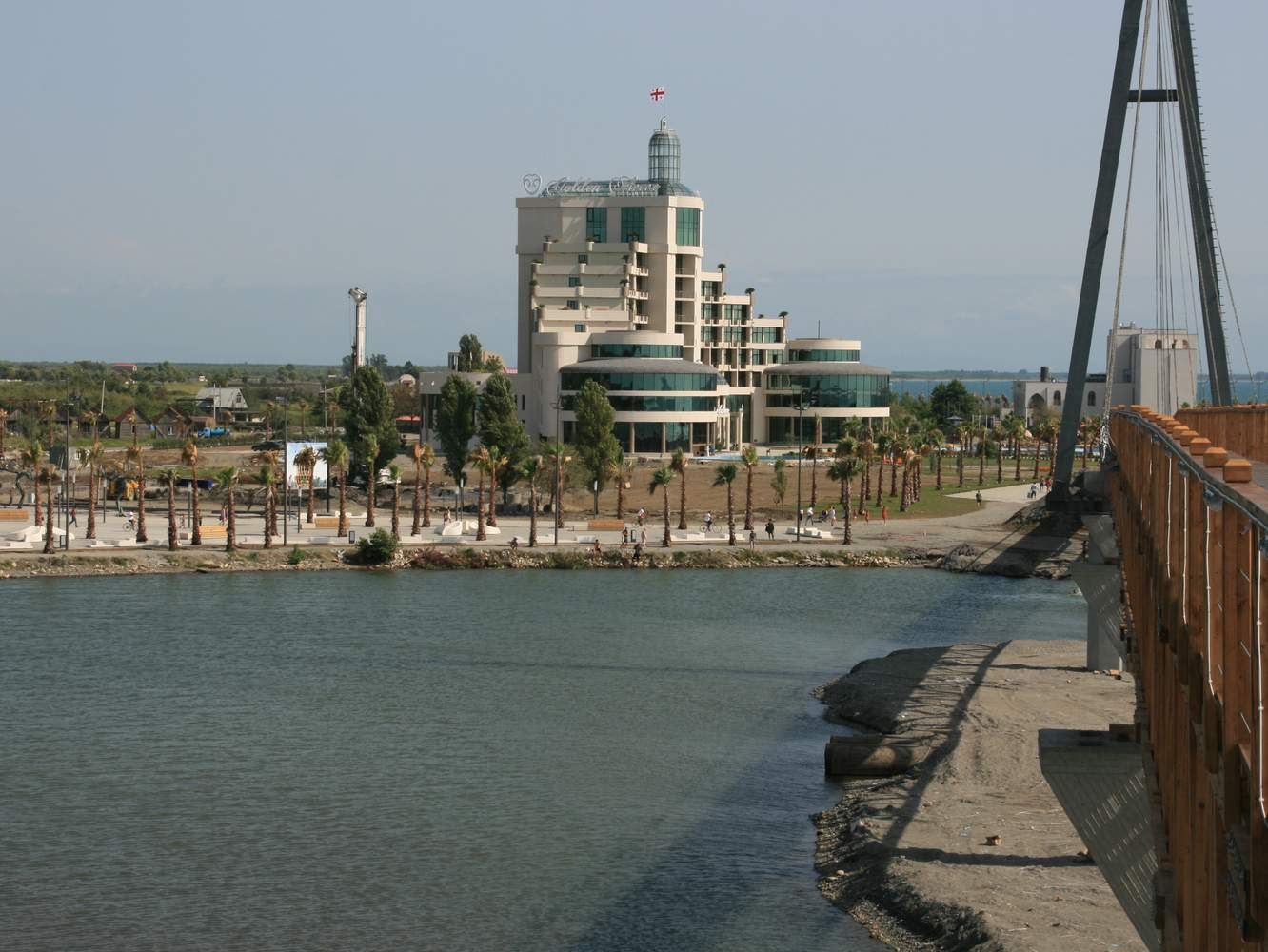
阿納克利亞

阿納克利亞是格魯吉亞西部薩梅格雷洛-上斯瓦內蒂大区祖格迪迪市鎮的城鎮。为因古里河注入黑海的地點，靠近与阿布哈茲接壤的边界。海拔度3米，2014年人口1,331。
42°23′37″N 41°34′09″E / 42.39361°N 41.56917°E